# Douglas (Lanarkshire Meridionale)
Douglas (Dùbhghlas in lingua gaelica scozzese) è una località della Scozia, situata nell'area di consiglio del Lanarkshire Meridionale.